# Essener Feder
Die Essener Feder (auch Goldene Feder genannt) war ein Spielepreis, der als Wanderpreis von der Stadt Essen vergeben wurde. Prämiert wurde das Autorenspiel mit der besten Spielregel. Damit sollten Verständlichkeit und Zugänglichkeit gefördert werden.
Anfangs wurde die Essener Feder zusammen mit der Prämierung des Spiels des Jahres verliehen, seit 1990 zusammen mit dem Deutschen Spielepreis. Der Preis wurde 2016 letztmals vergeben. Anstelle der Essener Feder vergab die Stadt Essen von 2017 bis 2023 den innoSPIEL als Preis für das innovativste Spiel des Jahres. 

## Preisträger
- 1981 – Focus (Sid Sackson; Parker)
- 1982 – Atlantis (MB-Spiele)
- 1983 – Giganten (Herbert Pinthus; Carlit)
- 1984 – Inka (Johann Rüttinger; Noris-Spiele)
- 1985 – Abenteuer Tierwelt (Wolfgang Kramer, Ursula Kramer; Ravensburger)
- 1986 – Das blaue Amulett (Johann Rüttinger; Noris-Spiele)
- 1987 – Spion & Spion (Alex Randolph; MB-Spiele)
- 1988 – Ausbrecher AG (Hajo Bücken; Ravensburger)
- 1989 – nicht vergeben
- 1990 – Lifestyle (Ravensburger)
- 1991 – Hotu Matua (Reinhold Wittig; Franckh-Kosmos)
- 1992 – Coco Crazy (Hajo Bücken; Ravensburger)
- 1993 – Acquire (Sid Sackson; Schmidt Spiele)
- 1994 – Neue Spiele im alten Rom (Reiner Knizia; Piatnik)
- 1995 – Die Siedler von Catan (Klaus Teuber; Kosmos)
- 1996 – Top Race (Wolfgang Kramer; ASS)
- 1997 – Mississippi Queen (Werner Hodel; Goldsieber)
- 1998 – Die Macher (Karl-Heinz Schmiel; Hans im Glück/Moskito)
- 1999 – Union Pacific (Alan R. Moon; Amigo)
- 2000 – Tadsch Mahal (Reiner Knizia; alea)
- 2001 – Die neuen Entdecker (Klaus Teuber; Kosmos)
- 2002 – Puerto Rico (Andreas Seyfarth; alea)
- 2003 – Der Palast von Alhambra (Dirk Henn; Queen Games)
- 2004 – Fifth Avenue (Wilko Manz; alea)
- 2005 – Piranha Pedro (Jens-Peter Schliemann; Goldsieber)
- 2006 – Nacht der Magier (Kirsten Becker, Jens-Peter Schliemann; Drei Magier Spiele)
- 2007 – Burg Appenzell (Bernhard Weber, Jens-Peter Schliemann; Zoch Verlag)
- 2008 – Jamaica (Malcolm Braff, Bruno Cathala, Sébastien Pauchon; GameWorks)
- 2009 – Diamonds Club (Rüdiger Dorn; Ravensburger)
- 2010 – Vor den Toren von Loyang (Uwe Rosenberg; Hall Games)
- 2011 – Expedition Sumatra (Britta Stöckmann und Jens Jahnke; Igramoon Spieleverlag)
- 2012 – Grimoria (Hayato Kisaragi; Schmidt Spiele)
- 2013 – Die Paläste von Carrara (Wolfgang Kramer, Michael Kiesling; Hans im Glück)
- 2014 – Abluxxen (Wolfgang Kramer, Michael Kiesling; Ravensburger)
- 2015 – Die Alchemisten (Matúš Kotry; Heidelberger Spieleverlag)
- 2016 – Stone Age Junior (Marco Teubner; Hans im Glück Verlag)